# Отряд (военное дело)

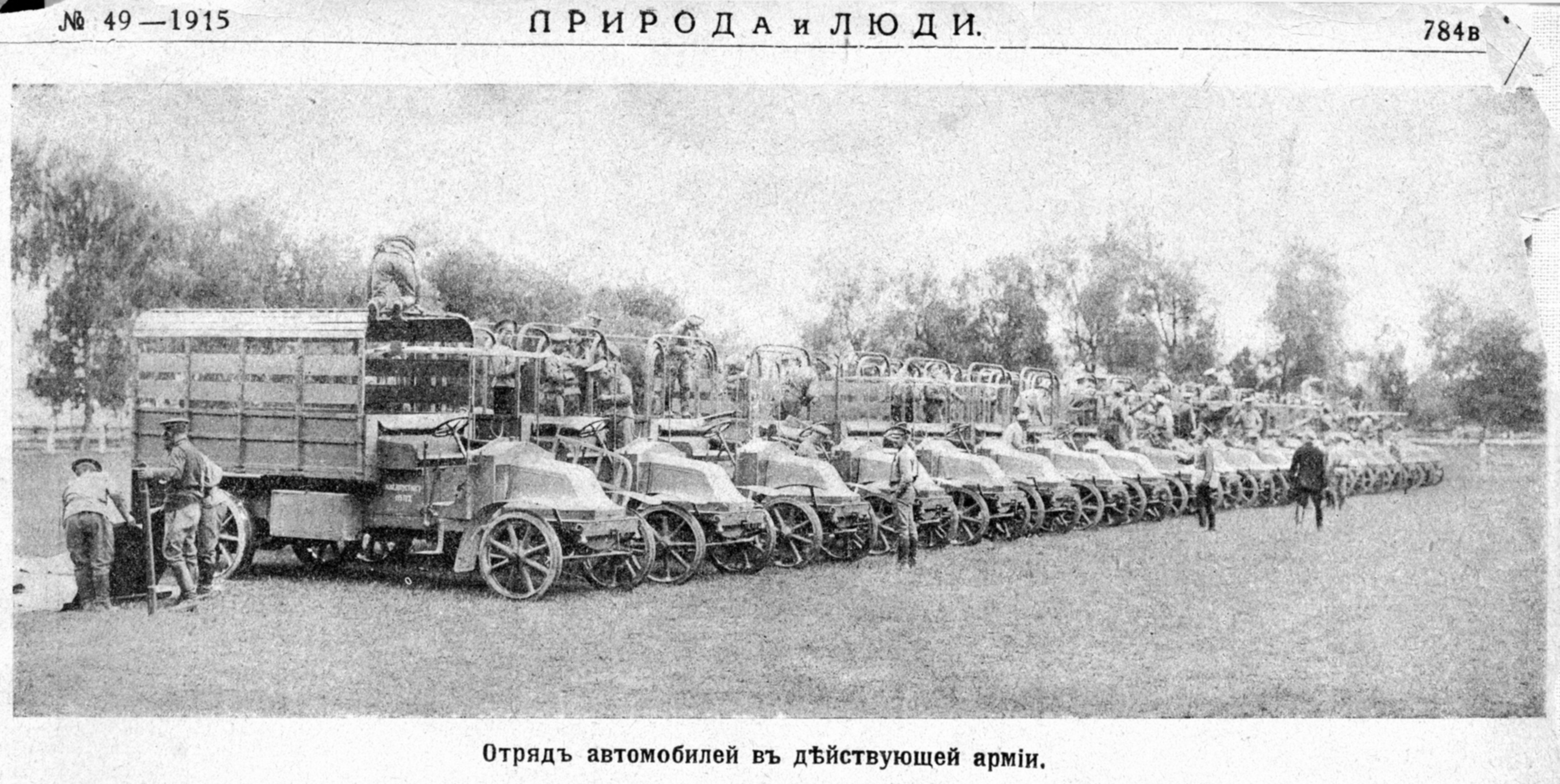
Отряд автомобилей в действующей русской армии, журнал «Природа и Люди», № 49 — 1915 год

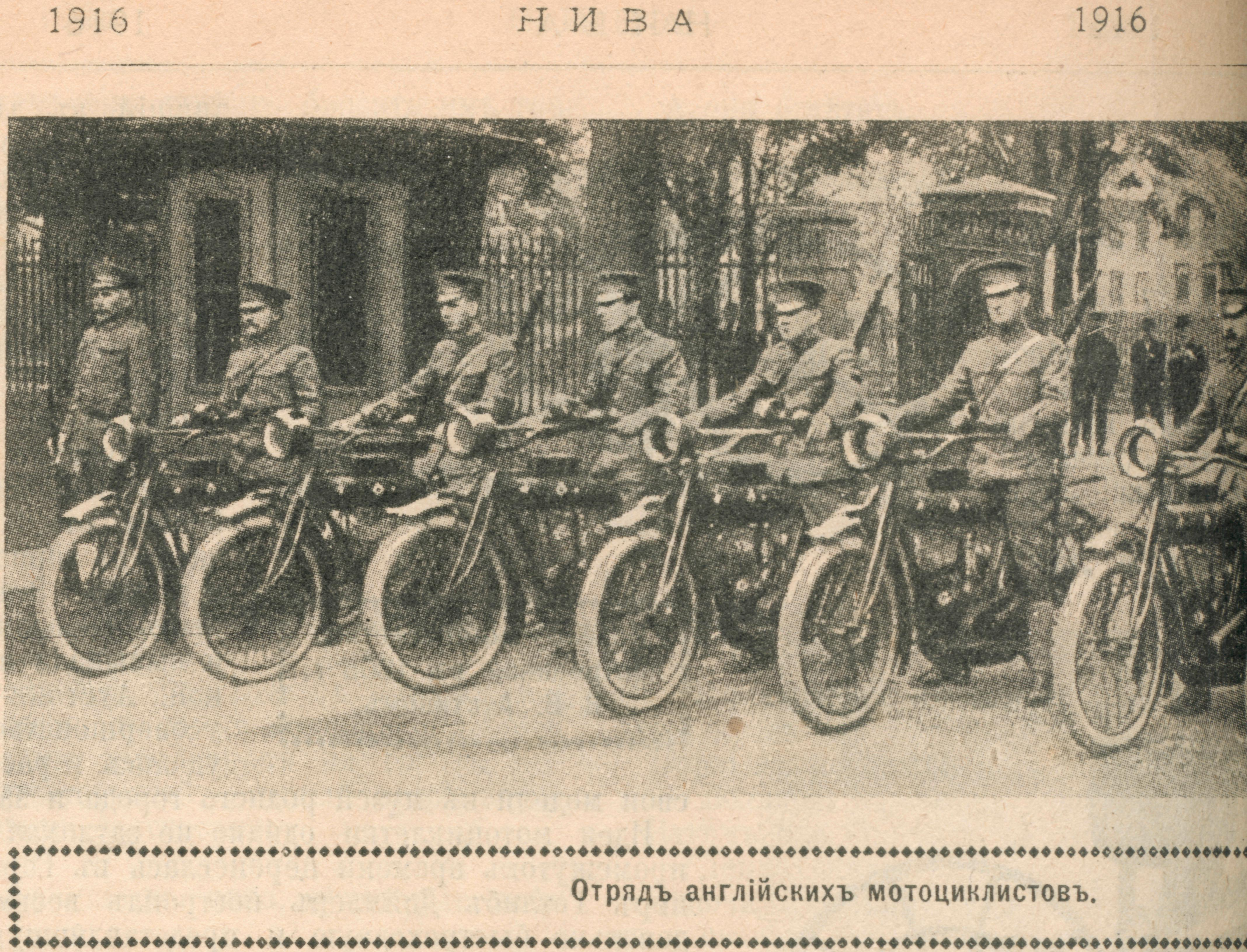
Фото в журнале «Нива», отряд английских военных мотоциклистов ПМВ. 1916 год

Отряд — штатное или сводное (временное) воинское формирование, создаваемое в вооружённых силах многих государств для выполнения боевой или специальной задачи.
Также штатные отряды могут создаваться в силовых ведомствах не входящих в вооружённые силы государства. Состав, вооружение и техническое оснащение каждого отряда определяются в зависимости от его предназначения, сложившейся обстановки, масштаба, сложности и специфики выполняемых задач.

## Этимология термина
Согласно Владимиру Далю, термин отряд буквально означает тех, кого отрядили (собрали), тех, кто отряжены.

## История
В военной истории отряды создавались с античных времён в таких государствах как Древний Египет, Ассирия, Урарту, Персия, Древний Китай и в других странах. Они представляли собой постоянные воинские формирования, являвшиеся свитой, дружиной при правителе государства (фараоне, царе, вожде, наместнике и т. д.). Совместно с ополчением и военными поселениями отряды составляли войско государства. Набирались преимущественно из лиц, приближённых к вождю, имевших поместья и рабов. В боевых действиях свита сражалась в пешем строю, на конях, слонах и колесницах. В царской армии и во многих европейских государствах отряды создавались в ходе войн для выполнения определённой боевой задачи.
Отрядом могли называться формирования любого уровня от пехотного взвода с приданными ему несколькими всадниками до нескольких корпусов. В отряде происходило объединение войск под единым командованием, которые действовали в отрыве от главных сил на самостоятельном направлении или участке. В отряде могли объединяться части и подразделения одного или нескольких родов войск в целях рационального сокращения управляемых тактических единиц, а также подразделения боевого обеспечения.
Крупные отряды, создававшиеся в годы войны могли называть по району боевых действий (к примеру Рущукский отряд в годы русско-турецкой войны 1877—1878), образованному одной дивизией, или по имени командира отряда (к примеру отряд генерала Мищенко в русско-японской войне).

## Типы отрядов

### Штатные формирования

#### Авиационный отряд
Авиационный отряд — тактическое авиационное подразделение или воинская часть, предназначенное для выполнения отдельных тактических задач.
В зависимости от организации войск принятой в государстве, а также рода авиации авиационный отряд может состоять от 3 до 12 однотипных самолётов или вертолётов. Авиационный отряд входит в состав авиационной части. Отдельный авиационный отряд входит в состав общевойскового и авиационного соединения или объединения.
Впервые авиационные отряды были созданы в Российской империи в 1911 году. Накануне Первой мировой войны в составе Русского воздушного флота насчитывалось 32 отрядов, число которых к февралю 1917 года увеличилось до 85.
С ноября 1917 года по январь 1918 года в Петрограде были сформированы 5 социалистических авиационных отряда по 12 самолётов в каждом.
В последующем авиационные отряды были сведены в группы, эскадрильи, роты и дивизионы. С переходом ВВС РККА на полковую организацию войск авиационные отряды были оставлены только в дальнебомбардировочной авиации и авиации ВМФ.
С появлением армейской авиации в ней появились вертолётные отряды, которые являются наименьшим тактическим подразделением. Кроме армейской авиации, вертолётные отряды являлись штатными подразделениями в авиационных полках Пограничных войск КГБ СССР. К примеру отряд тяжёлых вертолётов Ми-6 состоял из 4 машин. В среднем в отряд входят 3—4 вертолёта. Организационно отряды входят в состав вертолётных эскадрилий.

#### Медицинский отряд
Медицинский отряд (МО) — подвижное учреждение (формирование) медицинской службы. Может быть отдельным (ОМО).
Назначением МО (ОМО) является приём и сортировка раненых и больных, оказание квалифицированной медицинской помощи. Проводит временную госпитализацию нетранспортабельных, лечение легкораненых и больных со сроком выздоровления 5—10 суток и подготавливает остальных к дальнейшей транспортировке в тыловые госпитали. Медицинский отряд развёртывается на пути эвакуации или у очага поражения.
В Вооружённых силах Российской Федерации и Республики Казахстан, все бывшие отдельные медицинские батальоны (ранее — отдельные медико-санитарные батальоны) в составе дивизий, были переименованы в отдельные медицинские отряды. К примеру, 39-й отдельный медицинский отряд (аэромобильный) (в/ч 52296) был создан на основе 234-го отдельного медицинского батальона 106-й гв. вдд.

#### Военно-строительный отряд
Военно-строительный отряд — формирование военно-строительных частей ВС СССР. Представляло собой воинскую часть уровня батальон.
Впервые военно-строительные отряды появились в Красной армии в 1942 году.
В 1955 году в военно-строительных частях ВС СССР некоторые строительные батальоны были переименованы в военно-строительные отряды.
Военно-строительный отряд (ВСО) состоял из нескольких военно-строительных рот, подразделяющихся на взводы. Взводы в составе нескольких отделений образовывали производственные бригады. Для выполнения строительно-монтажных и заготовительных работ несколько ВСО сводились в соединение, именуемое Управлением начальников работ (УНР). Личный состав ВСО достигал 620—660 человек.

#### Отдельный отряд специального назначения

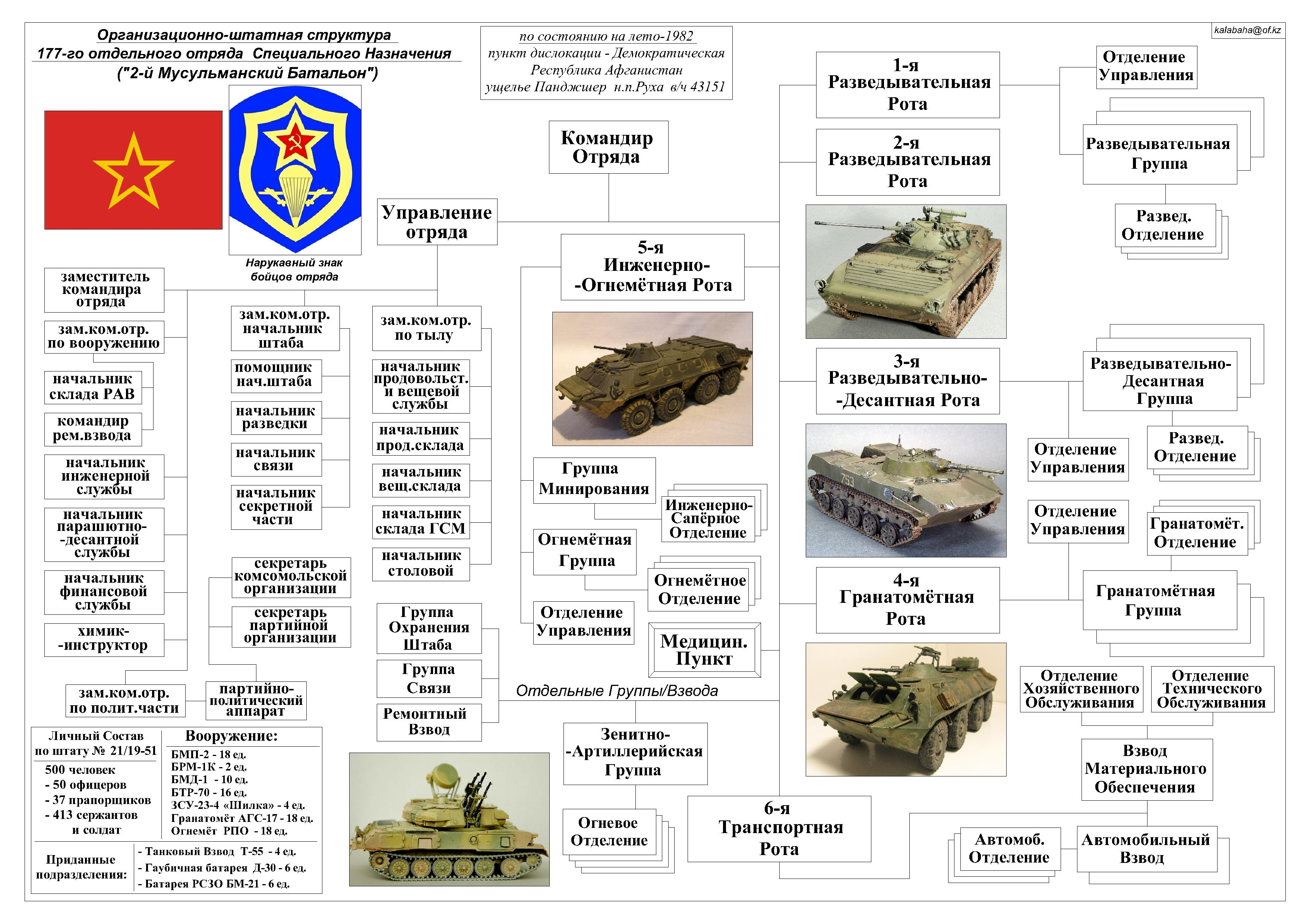
Организационно-штатная структура 177-го отдельного отряда специального назначения, на лето 1982 года

Отдельный отряд специального назначения — основное тактическое формирование специальной разведки ГРУ Генерального штаба ВС СССР а также в разведывательно-диверсионных частях и соединениях в странах бывшего СССР. Представляет собой воинскую часть уровня батальон.
Впервые созданы в 1962 году в процессе укрупнения воинских формирований ГРУ СССР в военных округах, заключавшееся в создании отдельных бригад специального назначения. При включении в состав бригад существовавших ранее отдельных батальонов специального назначения, они были переименованы в отдельные отряды специального назначения. Первоначально личный состав отрядов был неодинаковым по разным бригадам и составлял 300—350 человек. Отряды представляли собой батальон состоявший из штаба батальона, отдельных взводов при штабе и 3 рот специального назначения.
В годы Афганской войны отдельные отряды специального назначения (ооСпН) включённые в состав 40-й Армии, для повышения автономности при ведении боевых действий были дополнены подразделениями от других родов войск (артиллерии, ПВО, инженерных, автомобильных). В результате оптимизации состав ооспн увеличился на 3 роты и 4 отдельных взвода, которых не было в обычном штате таких же отрядов на территории СССР. Дополнительно в состав отрядов были включены 3 роты (гранатомётная, инженерно-огнемётная или инженерно-миномётная, инженерная, автотранспортная) и 5 взводов (медицинский взвод (медпункт), группа связи, ремонтный взвод, группа охранения штаба и зенитно-артиллерийская группа). Личный состав ооСпН составлял 500 человек.

### Нештатные формирования

#### Десантный отряд
Десантный отряд — временное формирование, входящее в состав сил высадки морского десанта.
В состав десантного отряда входят: десантные корабли (суда), транспортные суда, корабли охранения, средства (суда) разграждения противодесантных препятствий.
Переход по морю десантный отряд совершает либо самостоятельно либо в составе сил высадки. Походный ордер (порядок) должен обеспечивать быстрое перестроение в боевой порядок для ведения боя за высадку на плацдарм и проведение высадки десанта в максимально короткое заданное время.

#### Отряд кораблей огневой поддержки
Отряд кораблей огневой поддержки (ОКОП) — формирование кораблей создаваемое на время, задачей которого является подавление противодесантной обороны противника.
В состав ОКОП включаются ракетно-артиллерийские (артиллерийские) корабли и катера. ОКОП представляет собой элемент боевой организации сил высадки войск морского десанта (морской пехоты), либо создаваться для огневой поддержки сухопутных войск, выполняющих боевые задачи на приморском направлении.
При выполнении морских десантных действий ОКОП участвует в огневой подготовке и огневой поддержке высадки войск морского десанта, а также в огневом обеспечении решения им задач на берегу. В некоторых случаях ОКОП участвует в огневом обеспечении тактического развёртывания сил высадки.
При переходе морем ОКОП находится в едином походном порядке сил высадки, либо корабли из его состава осуществляют непосредственное охранение десантных кораблей, транспортных судов и авианосцев. В случае сопровождения авианосцев, ОКОП формируется с началом тактического развёртывания сил высадки. ОКОП может делиться на ударные группы с распределением на разные участки высадки и на огневые группы — по количеству пунктов высадки или отдельным направлениям. Огневые (ударные) группы выполняют боевые задачи из районов маневрирования. В ходе поддержки сухопутных войск, действующих на приморском направлении, ОКОП наносит огневое поражение противнику по плану командования поддерживаемого соединения (объединения) сухопутных войск.

#### Отряд прикрытия
Отряд прикрытия — временное формирование из нескольких кораблей одного или разных классов, назначением которого является прикрытие от ударов надводных кораблей противника по морскому десанту во время перехода морем, а также по транспортным суднам (конвоям), осуществляющим морские перевозки. Отряды прикрытия как правило развёртываются на направлении возможных ударов надводных сил противника.

#### Отряд обеспечения движения
Отряд обеспечения движения (ООД) — временное воинское формирование, основу состава которого представляют инженерные подразделения усиленные мотострелковыми танковыми и другими подразделениями. Назначением ООД является подготовка и содержание в исправности маршрутов продвижения войск.
Создаётся ООД и выполняет свои задачи, как правило, при выдвижении войск в походных колоннах и предбоевых порядках при перегруппировке; в наступлении при выдвижении войск на рубежи развёртывания и при преследовании противника; в обороне при выдвижении войск на рубежи контратак, контрударов, при отходе своих войск, а также при выполнении других задач.
На маршруте ООД выполняет инженерную разведку маршрута, проделывает проходы в заграждениях и разрушениях, восстанавливает разрушенные участки или оборудует объезды в обход заграждений, разрушений, завалов, районов пожаров, устраивает переходы через естественные препятствия (узкие реки, овраги, канавы и т. д.), прокладывает колонные пути.
В годы Великой Отечественной войны перед Красной армией встал острый вопрос о создании специальных отрядов по расчистке и прокладке путей движения войск, в период когда значительно возросли темпы наступления и скорости передвижения войск. Данные отряды и выполняли основные функции ООД, способствуя проведению перегруппировок и наступлению войск в высоких темпах. Официально термин «ООД» введён в боевых уставах в 1948 году.
Создаются ООД в частях и соединениях. В формированиях Гражданской обороны ООД могут создаваться для подготовки путей выдвижения и ввода основных сил в очаги поражения. Факторами определяющими необходимый состав и оснащение ООД служат: состав выдвигающихся войск, характер действий, состояние маршрута, особенности местности, характер и объёма заграждений и разрушений, время года, состояние погоды. Для выполнения различных задач ООД обычно подразделяются на группы: разведки, разграждения, дорожно-мостовую и боевого обеспечения (прикрытия). При выдвижении войск на большие расстояния, на марше ООД головных частей действуют как правило впереди главных сил на удалении, позволяющем устранение препятствия на маршруте до их подхода. В ожидании встречи с противником ООД следует за головным походным охранением. При выдвижении для наступления с ходу ООД выдвигаются следом за разведывательными дозорами. При преследовании противника ООД действуют за подразделениями 1-го эшелона наступающих войск. При отходе войск ООД двигается за походным охранением.
В армиях стран НАТО и иных государствах обеспечение передвижения соединений и частей сухопутных войск возлагается на инженерные войска. К примеру в Армии США на марше подразделения инженерных войск рассредотачиваются по всей длине колонны соединения (части) с таким расчётом, чтобы своевременно устранять обнаруженные препятствия и заграждения.

#### Отряд заграждения

##### Сухопутные войска
Отряд заграждений (ОЗ) — временное воинское формирование инженерных войск для устройства заграждений и производства разрушений на направлениях наступления противника. Также применяется равнозначный синоним "Группа заграждения (ГЗ).
Целью ОЗ является снижение темпов наступления противника и его изоляция в контролируемых войсками районах а также прикрытие танкоопасных направлений и районов расположения своих войск и объектов.
Методами выполнения задач, поставленных перед ОЗ, является: минирование местности и дорог, подготовка к разрушению мостов, гидротехнических сооружений и других объектов; разрушение горных проходов, дорог на горных перевалах и тропах и т. д.. Во многих войнах прошлых исторических этапов ОЗ создавались с целью приостановить продвижение противника и выиграть время необходимое укрепления оборонительных позиций войск либо их отрыва от преследующего противника.
Теория применения ОЗ была разработана генерал-лейтенантом инженерных войск Карбышевым Д. М. в 1930-е годы в труде «Разрушения и заграждения», которая в годы Великой Отечественной войны получила свою реализацию на начальном этапе войны когда Красная армия отступала. С переходом Красной армии в наступление ОЗ прикрывали фланги войск, осуществляли отражение контратак (контрударов) противника, а также устраивали заграждения при закреплении на захваченных рубежах. С июля 1943 по приказу Ставки ВГК ОЗ под названием подвижные отряды заграждений (ПОЗ) были введены как обязательный элемент боевого порядка (оперативного построения) войск.
На современном этапе ОЗ могут применяться для прикрытия важных направлений, участков государственной границы, путей манёвра войск, блокирования возможных районов высадки воздушного и морского десантов и аэромобильных войск противника. В отличие от ПОЗ, выполняющих задачи, как правило, в течение боя (операции), ОЗ могут действовать и заблаговременно, при подготовке к боевым действиям. В соответствии с поставленными задачами в ОЗ могут включаться части и подразделения родов войск и специальных войск. На оснащении ОЗ имеются инженерные боеприпасы и средства устройств заграждений в число которых входят средства дистанционного минирования и транспорт обеспечивающий их высокую манёвренность.
В армиях Германии и США боевыми уставами предусмотрено, при наличии достаточных сил, выделение инженерных подразделений в ОЗ для отражения предполагаемых или внезапных атак противника огнём и заграждениями.

##### Военно-морской флот
Отряд заграждений (ОЗ) — временное воинское формирование из нескольких кораблей специальной постройки или кораблей и катеров приспособленных для постановки минных, сетевых и боновых заграждений в море. Как правило, ОЗ создаются и применяются при выполнении силами флота задач по постановке минных заграждений.

#### Отряд разграждения
Отряд разграждения (разминирования) (ОР) — временное воинское формирование, создаваемое для проделывания проходов в массовых заграждениях и разрушениях в наступлении и при передвижении войск, а также для очистки местности от мин, неразорвавшихся снарядов, авиабомб, фугасов и иных взрывоопасных предметов. Также применяется равнозначный синоним Группа разграждения (разминирования) (ГР).
Место ОР обычно находится в боевых порядках полков (батальонов) 1-го эшелона. Отряды (группы) разминирования создаются при выдвижении войск, а в мирное время — для очистки местности от взрывоопасных предметов (устройств).
В составе ОР, создаваемый при наступлении или марше дивизии (полка, батальоне), включают подразделения инженерных войск (как правило от взвода до роты) и других родов войск, оснащённых соответствующей техникой и средствами. При необходимости в состав ОР могут передаваться и подразделения вертолётов. В организационном порядке ОР состоит из нескольких групп: группы разведки и разминирования, группы разграждения, группы дорожно-мостовых и буровзрывных работ. На направлении действия главных сил дивизии, прокладки прохода создаётся ОР в состав которого входят: от 1—2 и более инженерно-сапёрных рот (инженерно-штурмовых, разграждения, разминирования, инженерно-дорожных), взвод с мостоукладчиком и путепрокладчиком, инженерной машиной разграждения, 1—2 танка с бульдозерным оборудованием, танковый взвод с минными тралами и 1-2 мотострелковых взвода с шанцевым инструментом. В составе ОР от полка включается инженерно-сапёрный взвод с танковым мостоукладчиком и путепрокладчиком, инженерной машиной разграждения, 1—2 танка с минными тралами и мотострелковое отделение с шанцевым инструментом. Всего от каждой дивизии создаётся до 4—6 групп разграждения (по одной на батальон 1-го эшелона). Каждая группа разграждения в ходе наступления должна быть способна проделать 2—3 прохода в заграждениях и разрушениях (по одному на роту).
Перед началом наступления командир ОР согласовывает свои действия с прикрывающими его танковыми, мотострелковыми и артиллерийскими подразделениями. С получением боевой задачи ОР под огневым прикрытием приступает к проделыванию прохода. Для растаскивания поваленных деревьев в лесных завалах и устройства переходов через завалы применяются машины разграждения, танки, тягачи, путепрокладчики, бульдозеры. При расчистке завалов используются также установки разминирования, подрывные заряды и различный инструмент. Для оборудования переходов через рвы. неширокие реки, каналы и глубокие овраги применяются мостоукладчики, заранее изготовленные дорожные и мостовые конструкции и местные строительные материалы. Рвы и воронки по маршруту продвижения засыпаются грунтом с помощью путепрокладчиков и машин разграждения а также взрывным способом.
Практический опыт применения групп разграждения Красной армией был получен в ходе Великой Отечественной войны. В составе наступающих частей были организованы группы разграждения (1—2 на стрелковую роту в составе 3—5 чел.) и отряды сопровождения, которые обеспечивали преодоление войсками минных полей и прокладывали пути. Также широкую известность получило применение групп разграждения при штурме укрепрайонов. К примеру в Маньчжурской операции 1945 года, в 5-й армии 1-го Дальневосточного фронта было создано 163 группы разграждения со следующим составом: 12 сапёров, 8 автоматчиков и 1—2 САУ-152. На обеспечении каждая группа имела из инженерных средств: 2 щупа, 1 миноискатель, 2 «кошки», 2 ножниц для резки колючей проволоки, 6 мешков для подноски взрывчатых веществ, пол-тонны взрывчатых веществ, 50 зажигательных трубок.
После Второй мировой войны ОР широко использовались в ходе различных локальных конфликтов. В состав ОР включались инженерные подразделения, располагающие высокопроизводительной инженерной техникой.
К примеру в ходе операции Буря в пустыне 1991 года в зоне Персидского залива, американские и британские войска для преодоления иракских инженерных заграждений иракских войск с глубиной от 800 до 3 000 метров с обустроенными эскарпами и контрэскарпами, противотанковыми рвами, проволочными заграждениями и минными полями использовали сапёрные танки M728 и AVRE, танковые мостоукладчики AVLB на шасси танка M60, гусеничные инженерные машины M9 и СЕТ, комплекты удлинённых зарядов разминирования MICLIC и МК154 (на базе AAV7) и танки с катковыми тралами.

#### Отряд специального назначения
Отряд специального назначения — временное формирование (временный разведывательный орган) специальной разведки в ВС СССР, создаваемое для действий в тылу противника. Создаётся на основе штатной группы специального назначения (разведывательного взвода) к которому дополняются один-два радиста из взвода спецрадиосвязи. В зависимости от поставленной задачи в отряд могут включаться более одной группы специального назначения.

### Заградительный отряд
Заградительный отряд — формирование, выставлявшееся во время сражения (боя) позади боевого порядка неустойчивых, ненадёжных войск в целях повышения их стойкости, воспрепятствования возникновению среди них паники, недопущения бегства с поля боя, борьбы с дезертирством.
В военной истории отмечено существование заградительных отрядов как временных (нештатных формирований) создаваемых на короткое время боя (сражения), так и штатных формирований создаваемых на относительно продолжительный период войны (боевых действий).

#### Нештатные формирования
Применение заградительных отрядов известно с античных времён. К примеру Филипп II Македонский (359—336 до нашей эры) в некоторых сражениях для предотвращения бегства воинов набранных из разных племён, выставлял сзади шеренгу всадников, которые расправлялись с убегавшими. В армии Древнего Рима с началом его упадка для данных целей привлекались подразделения из воинов-ветеранов. В наёмных армиях большинства средневековых государств Европы, боевой порядок малонадёжных воинских частей замыкали офицеры, наделённые теми же карательными функциями.
В Первую мировую войну летом 1917 функции заградительных отрядов в российской армии на Восточном фронте частично выполняли так называемые ударные «части смерти», которые в условиях общего разложения армии часто направлялись командованием для пресечения бегства с фронта и борьбы с дезертирством.
В годы Гражданской войны в Красной Армии заградительные отряды как специальные воинские формирования создавались в некоторые критические моменты: после рейда Мамонтова 1919 года на Южном фронте и наиболее активно при отступлении на Западном (Польском) фронте в 1920 году. Также отмечено создание заградительных отрядов в 1918—21 годах, как формирований для недопущения свободной перевозки продуктов (хлеба), охраны хлебозаготовок, борьбы со спекуляцией и смежных задач в составе существовавшей тогда Продармии. Эти отряды выполняли функции конфискации продовольствия и выставлялись на железнодорожных станциях, пристанях, дорогах.

#### Штатные формирования
К штатным формированиям относятся заградительные отряды Красной армии, созданные во время Великой Отечественной войны в соответствии с директивой Ставки ВГК от 5 сентября 1941 года. Первые заградительные отряды появились на Брянском фронте. Они создавались в стрелковых дивизиях, которые по результатам предыдущих боёв показали себя как неустойчивые. Задачей заградительным отрядам ставилось недопущение самовольного отхода частей. Бойцам заградительных отрядов предписывалось останавливать самовольно покидающих поле боя, применяя при необходимости оружие. В критический период отступления Красной армии летом 1942 года, вышел приказ Народного комиссара обороны № 227 от 28 июля 1942 года, согласно которому для борьбы с трусами и паникёрами в каждой армии создавалось 3—5 заградительных отрядов с личным составом до 200 человек в каждом. Заградительные отряды находились в подчинении военных советов через их особые отделы. Дополнительной мерой по предотвращению бегства военнослужащих с поля боя стала директива Ставки ВГК от 29 сентября 1942 года, по которому были созданы заградительные батальоны по одному на каждую дивизию. По решению командующих фронтами заградительные отряды были расположены в тылу за наиболее нестойкими в обороне соединениями и частями, а заградительные батальоны размещались за полками 1-го эшелона дивизий. 29 октября 1944 года в связи с изменением общей обстановки на фронтах были расформированы заградительные отряды и заградительные батальоны.
Поскольку приказ № 227 не определял штаты заградительных отрядов, рассмотрение данного вопроса было отдано на местах командующим фронтами. К примеру командующий войсками Волховского фронта генерал армии Мерецков К. А. собственной директивой от 3 августа 1942 года утвердил для 8-й Армии штат «Армейского отдельного заградительного отряда» из 3 рот (личный состав — 572 человека) и 4 рот (733 человека). Весь командный и рядовой состав был набран с соответствующих должностей в стрелковых дивизиях Красной армии. 26 сентября 1942 года вышел приказ Народного комиссара обороны № 298, которым был централизованно по всей Красной армии утверждён штат 04/391 «Отдельного заградительного отряда действующей армии». Согласно данного штата заградительный отряд должен был иметь личный состав в 200 человек среди которых: 12 офицеров, 41 сержантов и 147 рядовых. В организационном плане отряд состоял из: управления отряда, 2 взводов автоматчиков, 2 стрелковых взводов, пулемётного взвода, санитарного взвода и транспортно-хозяйственного взвода.

### Заградительный отряд охраны тыла
Заградительный отряд охраны тыла — штатные формирования (заставы) войск НКВД СССР по охране тыла действующей армии в первом периоде Великой Отечественной войны.
Были созданы на основании постановления Совета народных комиссаров СССР от 24 июня 1941 года «О мероприятиях по борьбе с парашютными десантами и диверсантами противника в прифронтовой полосе» по решению соответствующих военных советов фронтов и армий. Располагались в тылу Действующей армии на удалении 30—50 км и более от линии фронта и выполняли задачи по борьбе с диверсионно-разведывательными группами и десантами противника и его подпольной агентурой в тылу. Также использовались для борьбы с дезертирством, восстановления уставного порядка в отступивших с передовой частях и подразделениях потерявших управление, воспрещения бесконтрольных потоков отходящих войск и беженцев и других задач.
Заградительные отряды (заставы) охраны тыла являлись основным тактическим элементом полков охраны тыла НКВД. От заградительных застав выставлялись контрольно-пропускные посты (от 3—4 человек до взвода), заслоны и засады (отделение — взвод), патрули (2—3 человека), секреты (2 человека). Деятельность заградительных отрядов (застав) в целом считается положительной и эффективной и оправдывались условиями военного времени. К примеру по данным войск НКВД Московской зоны охраны только с 14 октября по 31 декабря 1941 года ими были задержаны: 161 шпион и диверсант, 2 599 дезертиров (из которых 1259 человек были направлены для дальнейшего разбирательства в особые отделы и военные трибуналы, 1064 — на сборные пункты); свыше 98 000 военнослужащих которые отстали от своих частей (из которых 2 466 человек направлены в военные трибуналы, остальные — на сборные пункты). Со стабилизацией линии фронта в конце 1941 — в начале 1942 годов заградительные отряды НКВД были упразднены.

### Отряды вне вооружённых сил
В некоторых государствах формирования типа «отряд» встречаются в силовых ведомствах, которые не входили в состав вооружённых сил. К таковым, к примеру, относится СССР, в котором в марте 1989 года Пограничные войска КГБ СССР и Внутренние войска МВД СССР были выведены из состава ВС СССР, и Россия (Росгвардия).
Также отряды встречаются во время военных действий в иррегулярных войсках.

#### Пограничный отряд
Пограничный отряд — основное штатное соединение Пограничных войск КГБ СССР а также пограничной службы некоторых государств бывшего СССР, занимающееся охраной государственной границы.
Возникли в 1920-е годы в целях рационализации организационно-штатной структуры пограничных войск НКВД СССР. Существовавшая в первые годы Советской власти организация пограничных войск сходная с РККА (дивизия — бригада — полк — батальон) не отвечала требованиям. В связи с этим пограничные войска перешли на иную организацию: (пограничный округ — пограничный отряд — пограничная комендатура — пограничная застава).
Пограничный отряд является соединением включающим в свой состав штаб отряда, учебные подразделения и подразделения боевого и тылового обеспечения при штабе; пограничные комендатуры объединяющие в себя несколько пограничных застав либо пограничные заставы рассредоточенные участками ответственности по государственной границе; контрольно-пропускные пункты; мотоманёвренные группы; десантно-штурмовые манёвренные группы; артиллерийские подразделения; авиационные подразделения, подразделения речных и морских сторожевых катеров (кораблей).
Также в составе Тихоокеанского пограничного округа существовал морской пограничный отряд, представлявший собой соединение пограничных сторожевых кораблей.

#### Отряды органов правопорядка
В правоохранительных органах многих государств создавались и создаются отряды по борьбе с терроризмом и недопущению массовых беспорядков. К таковым, к примеру, относится ОМОН (отряд милиции особого назначения).
ОМОН были созданы решением Правительства СССР и на основании приказа МВД СССР 3 октября 1988 года в 23 крупных регионах страны. В последующем, из-за накаляющей обстановки в ходе нескольких межэтнических столкновений в союзных республиках, были созданы отдельные отряды специального назначения (ОСН) в составе Внутренних войск МВД СССР.
После распада СССР тенденция на увеличение количества отрядов особого/специального назначения в Российской Федерации сохранилась. Так, к 1996 году на территории страны было создано 99 ОМОН, общий личный состав которых достиг 19 000 человек

#### Партизанский отряд
Партизанский отряд — нештатная основная организационная единица (формирование) партизанского движения, состоящая из подразделений или групп. С ростом размаха партизанского движения партизанские отряды могут объединяться в более крупные формирования — полки, бригады или дивизии.